# TK12
TK12とは、京セラによって開発された、ツーカーブランドを展開していたKDDIの第二世代携帯電話 (PDC) 端末製品である。

## 概要
19ミリという薄さは、当時としては最も薄い携帯電話で、重さも87グラムと軽量だった。
なお、この携帯電話には、オリジナルキャラクター（ケイティ）によるアニメーションも内蔵されていた。
当初は3色だけだったが、イノセントブルーも追加された。
2001年、グッドデザイン賞を受賞。